# بالتاسار کورماکور
بالتاسار کورماکور (ایسلندی: Baltasar Kormákur؛ زادهٔ ۲۷ فوریهٔ ۱۹۶۶) بازیگر، کارگردان و تهیه‌کننده اهل ایسلند است. وی از سال ۱۹۹۲ میلادی تاکنون مشغول فعالیت بوده‌است.

## گزیدهٔ آثار

### سینما
- ۱۰۱ ریکیاویک (۲۰۰۰)
- دریا (۲۰۰۲)
- سفری کوتاه به بهشت (۲۰۰۵)
- شهر شیشه‌ای (۲۰۰۶)
- عروسی شب سپید (۲۰۰۸)
- تنفس (۲۰۱۰)
- قاچاق (۲۰۱۲)
- عمیق (۲۰۱۲)
- ۲ اسلحه (۲۰۱۳)
- اورست (۲۰۱۵)
- سوگند (۲۰۱۶)
- شناور (۲۰۱۸)
- هیولا (۲۰۲۲)
- تماس (۲۰۲۴)

### تلویزیون
- به‌دام‌افتاده (۲۰۱۸–۲۰۱۵)
- کاتلا (۲۰۲۱)